# Исламская армия в Ираке
Исламская армия в Ираке (араб. الجيش الإسلامي في العراق‎) — иракская исламистская суннитская повстанческая группировка, созданная после американского вторжения в Ирак в июле 2003 года.

## История и идеология
Точное время и обстоятельства создания группировки неизвестны, но вероятно, она была создана летом 2003 года, после свержения режима Саддама Хусейна.
В отличие от таких группировок как Аль-Каида в Ираке и Ансар аль-Ислам, Исламская армия в Ираке не являлась чисто исламистской (салафитской) группировкой. Её идеология включала в себя элементы иракского национализма.
Отношения группировки с «Исламским государством Ирак» носили сложный характер и чаще всего выливались во взаимные обвинения, а в 2006 году привели к открытому вооружённому конфликту. В июне 2007 было заключено соглашение о прекращении огня, однако группа бескомпромиссно отвергла любое возможное верховенство Аль-Каиды, открыто критикуя её политику террора против гражданского населения. Исламская армия Ирака рассматривала себя как лидера борьбы против американского присутствия в Ираке, отвергая претензии Аль-Каиды на эту роль.
Группировка придерживалась антииранской ориентации и осуществила многочисленные атаки на шиитов, в частности похищение иранского дипломата. В её состав входило некоторое количество иностранных боевиков и бывших функционеров режима Хусейна. Наибольшую активность проявляла к северу от Багдада и в провинции Анбар.
По состоянию на 2007 год оценивалась как одна из самых крупных вооружённых группировок в Ираке.
В конце 2013 года группировка вошла в так называемый Военный совет революционеров в провинции Анбар, приняв участие в боевых действиях против иракских правительственных войск. Наряду с ней в этот альянс вошли многие другие группировки.
В июне 2014 года группировка приняла участие в вооружённом конфликте на севере Ирака, выступив против иракского правительство совместно с ИГИЛ. Один из основателей Исламской армии в Ираке Ахмед аль-Дабашб заявил, что тысячи его людей принимают участие в сопротивлении и совместно с ИГИЛ движутся на Багдад. Однако он подчеркнул, что идеология группировки не носит столь экстремистский характер, как у её союзника. После 2014 года сведения об этой организации отсутствуют. Вероятно, она прекратила свое существование, после чего часть бойцов группировки присоединились к ИГИЛ.